# Lučinský potok (přítok Ohře)
Lučinský potok (též Lučínský potok) je drobný vodní tok v okrese Karlovy Vary. Je dlouhý 5,9 km, plocha jeho povodí měří 27,6 km² a průměrný průtok v ústí je 0,23 m³/s. Vlévá se do něj několik menších potoků, které taktéž pramení v Doupovských horách. Svůj název získal podle vsi Lučiny.

## Průběh toku
Pramení na severozápadním úbočí vrchu Vysoká pláň (890 m) v Doupovských horách na území Vojenského újezdu Hradiště. 

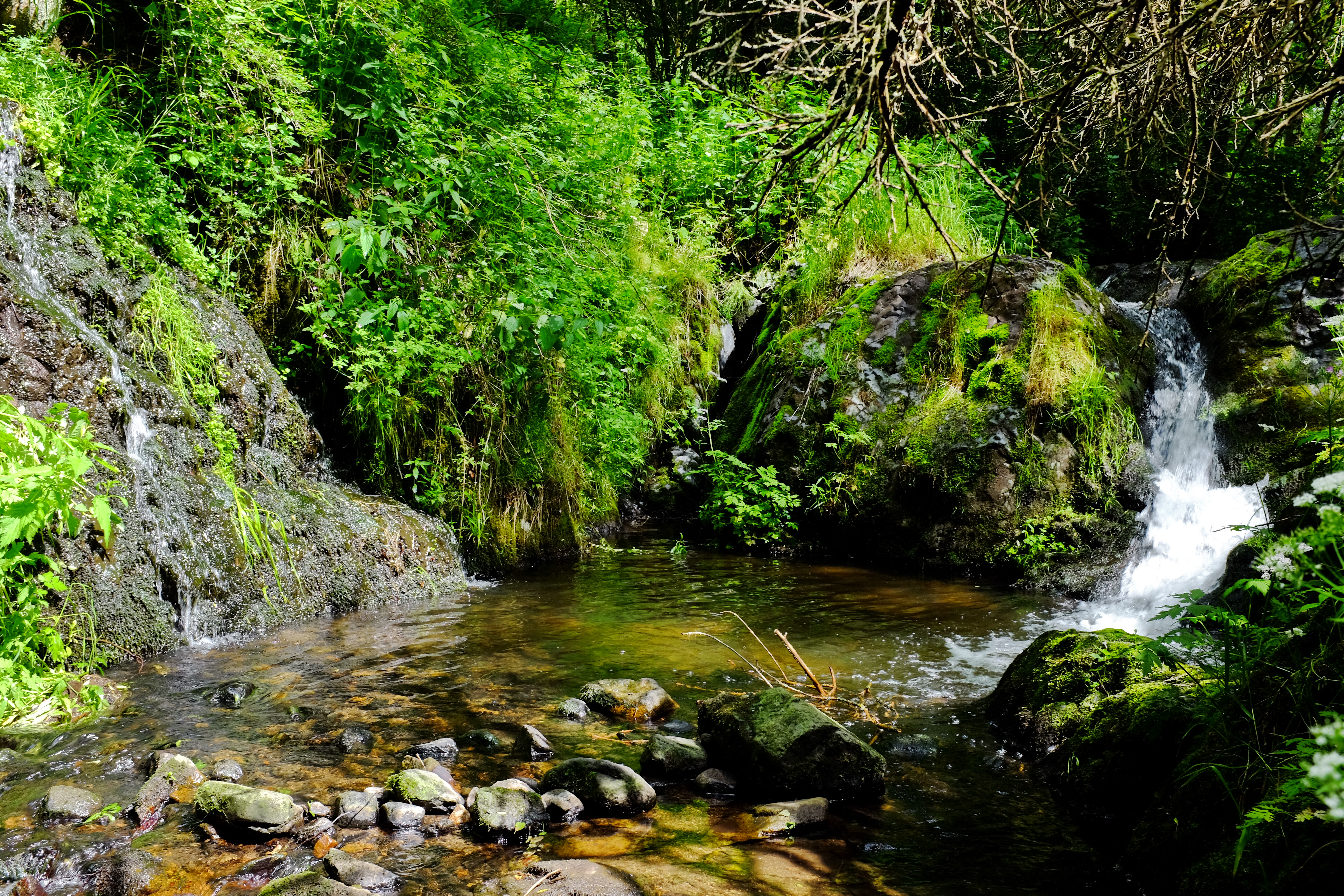
Lučinsko-svatoborské vodopády

Jihozápadním směrem teče k hranici vojenského újezdu. Před obcí Doupovské Hradiště, jež vznikla 1. ledna 2016 po zmenšení vojenský újezdu, opouští území vojenského újezdu a protéká Doupovským Hradištěm. 
Směr toku se mění na západní, později severozápadní. Pod silnicí, u autobusové zastávky Doupovské Hradiště, Svatobor, rozcestí, na soutoku s nepojmenovaným potokem (lokálně též Svatoborský potok), se nachází zajímavý dvojvodopád označovaný jako Lučinsko–svatoborské vodopády.
Méně vodná Svatoborská větev je vysoká 3,5 m, vodnější Lučinská je vysoká 2 m. Pod vodopádem je 20 m dlouhá a 3 až 4 m vysoká skalnatá soutěska. Dříve byl dvojvodopád na území vojenského újezdu, kam byl přístup možný jen na zvláštní povolení. Po úpravě hranic újezdu je volně přístupný.
Vysoko nad prvým břehem potoka se na vrcholu přilehlého kopce nachází zajímavá Národní přírodní památka Skalky skřítků s pseudokrasovými dutinami, dosud ne zcela jednoznačně určeného původu.
Na jižním okraji vesnice Dubina přibírá zleva 6,9 km dlouhý Dubinský potok. Přibližně po 800 m se pod silnicí z Karlových Varů do Kyselky, nedaleko vodáckého tábořiště Dubina, vlévá zprava do Ohře.

## Historie
V roce 1930 došlo na Lučinském potoce k povodni. Mnohem víc se potok rozvodnil 28. dubna 1930, kdy se v rozvodněném potoce v Lučinách utopila jedna žena. Kromě toho rozvodněný potok ve vesnici zničil nebo poškodil 21 domů a strhl most. Příčinou povodně byla kombinace pětidenních dešťových srážek a náhlého oteplení na konci neobvykle chladného dubna, která vedla k rychlému tání sněhu. Během dalších čtyř let byl potok zregulován, postaveno několik zpomalujících překážek a dvě malé přehrady nad vesnicí určených k zadržení povodní.